# Gay and Lesbian Medical Association
Gay and Lesbian Medical Association (GLMA, tłum. Stowarzyszenie medyczne gejów i lesbijek) – międzynarodowa organizacja skupiająca około 1000 lekarzy i studentów medycyny o orientacji homo-, bi- lub transseksualnej oraz ich zwolenników w większości stanów USA i kilku innych państwach. Założona w 1981 jako American Association of Physicians for Human Rights (tłum. Amerykańskie stowarzyszenie lekarzy na rzecz praw człowieka). Nazwę zmieniono na Gay and Lesbian Medical Association w 1994. GLMA wydaje Journal of the Gay and Lesbian Medical Association.

## Historia
Organizacja powstała oryginalnie jako grupa skupiająca przedstawicieli zawodów medycznych w celu ich edukacji i przygotowania zawodowego dla specyficznych potrzeb społeczności LGBT. W początkowym okresie istnienia jednym z głównych celów organizacji były badania i opieka związane z zakażeniem wirusem HIV oraz związanymi z tym wirusem komplikacjami zdrowotnymi. Obecnie organizacja ta przygotowuje kadry medyczne do kompleksowego oferowania opieki medycznej dla osób LGBT oraz doskonalenia i kształcenia kadry medycznej, edukacji wśród pacjentów, edukacji czynników politycznych i administracyjnych. Wśród członków GLMA znajdują się reprezentanci wielu specjalizacji: internistów, pediatrów, neurologów, onkologów, położników i ginekologów po przedstawicieli opieki zdrowia psychicznego: psychiatrów i psychologów.